# Giardiasis
Giardiasis er en parasitisk infektion, der er forårsaget af organismen Giardia lamblia. Symptomer på infektionen kan omfatte diarre, mavesmerter og vægttab. Opkast, blod i afføringen og feber forekommer sjældnere. Symptomer optræder typisk 1 til 3 uger efter smitte og kan ubehandlet vare op til seks uger. Omkring 10% af de inficerede viser ingen symptomer.
Giardiasis Spreder sig normalt ved at cyster fra Giardia lamblia i afføring forurener fødevarer eller vand, der herefter bliver konsumeret. Det kan også spredes ved kontakt mellem mennesker og andre dyr. Cyster kan overleve i næsten tre måneder i koldt vand.
Forebyggelse af infektion kan ske ved forbedret hygiejne og ved tilstrækkelig varmebehandling af fødevarer. Personer uden symptomer behøver normalt ikke behandling. Personer med symptomer behandles normalt med tinidazol eller metronidazol. Patienter kan midlertidigt blive intolerante overfor laktose efter en infektion.
Giardiasis er en af de hyppigste parasit-infektioner på globalt plan. Forekomsten er så høj som 7% i udviklede lande og 30% i udviklingslandene. World Health Organization har beskrevet lidelsen som en overset sygdom.
I ECDCs (European Centre for Disease Prevention Control) årlige rapport om epidemiologi med data fra 2014 anføres, at der er registreret 17.278 tilfælde af giardiasis i 23 af de 31 lande, der er medlem af EU og EØS. Tyskland har det højeste antal rapporterede tilfælde med 4.011 tilfælde og Storbritannien har det næsthøjeste med 3.628 bekræftede tilfælde.